# Erik Van Neygen
Erik Van Neygen (Anderlecht, 1 mei 1951), voluit Erik Filip Van Neygen, is een Belgische zanger en songwriter.

## Carrière
Zijn muzikale loopbaan begon met de skifflegroep Motten Drizzle, opgericht met zijn klasgenoot Johan Verminnen. Daarna richtte hij mee Pendulum op, een groep die country-muziek bracht. Pendulum had in 1970 een hit, It's a beautiful day. In 1973 trad Van Neygen toe tot Raymond Van Het Groenewouds band Louisette.
In 1975 nam Van Neygen zijn eerste solosingle op, Heel alleen / Ik weet niet.
Sinds 1989 werkt hij vooral samen met zangeres Sanne, op het podium en achter de schermen. Zo werkte hij als manager en producer en schreef hij teksten voor haar. Ze begonnen ook een relatie. Het duo behaalde in 1990 een eerste succes met het nummer Veel te mooi, dat in Vlaanderen een nummer 1-hit werd. In 1995 kregen ze een dochter, Maartje. In 1996 trouwden ze.
In 2009 en 2010 werd Van Neygen getroffen door een hersenbloeding. Hij kreeg ook een hernia. Om die redenen besloot het gezin om in september 2012 te stoppen met optreden. Na zijn eigen muziekcarrière hielp hij dochter Maartje bij haar eerste album, verschenen in 2013, waarvoor hij een groot deel van de muziek schreef en dat hij produceerde. Eind 2015 traden Sanne en Van Neygen uitzonderlijk nog eens samen op. Het koppel plant in 2020 een jubileumtournee, samen met hun dochter.
Samen met Roel Van Bambost en Hans de Booij maakte Van Neygen in 2017 een theatertournee.

## Discografie

### Hitnoteringen
| Album met hitnotering(en) in de Vlaamse Ultratop 200 albums | Datum van verschijnen | Datum van binnenkomst | Hoogste positie | Aantal weken | Opmerkingen |
| ----------------------------------------------------------- | --------------------- | --------------------- | --------------- | ------------ | ----------- |
| Veel te mooi - De mooiste van Erik & Sanne                  | 1995                  | 25-11-1995            | 14              | 17           | met Sanne   |
| Vertrouwen                                                  | 2009                  | 05-12-2009            | 88              | 3            | met Sanne   |
| De mooiste liedjes                                          | 2010                  | 09-10-2010            | 20              | 6            | met Sanne   |

| Single met hitnotering(en) in de Vlaamse Ultratop 50 | Datum van verschijnen | Datum van binnenkomst | Hoogste positie | Aantal weken | Opmerkingen                                                       |
| ---------------------------------------------------- | --------------------- | --------------------- | --------------- | ------------ | ----------------------------------------------------------------- |
| Praten in je slaap                                   | 1986                  | 29-03-1986            | 40              | 2            | Nr. 2 in de Vlaamse Top 10                                        |
| Veel te mooi                                         | 1990                  | 23-06-1990            | 1(1wk)          | 17           | met Sanne Nr. 1 in de Vlaamse Top 10 / Goud                       |
| Het spijt me                                         | 1990                  | 27-10-1990            | 20              | 8            | Nr. 3 in de Vlaamse Top 10                                        |
| Aan mijn darling                                     | 1990                  | 29-12-1990            | 5               | 10           | met Sanne Nr. 1 in de Vlaamse Top 10                              |
| Ademloos                                             | 1991                  | 06-04-1991            | 34              | 5            | Nr. 6 in de Vlaamse Top 10                                        |
| Alles gaat voorbij                                   | 1991                  | 14-12-1991            | 18              | 9            | met Sanne Nr. 2 in de Vlaamse Top 10                              |
| Aan de stroom                                        | 1992                  | 07-03-1992            | 33              | 2            | met Sanne Nr. 8 in de Vlaamse Top 10                              |
| Wat je diep treft                                    | 1992                  | 19-09-1992            | 35              | 5            | met Sanne Nr. 5 in de Vlaamse Top 10                              |
| Verdronken vlinder                                   | 1993                  | 16-10-1993            | 45              | 2            | met Sanne Nr. 6 in de Vlaamse Top 10                              |
| Lugano                                               | 1995                  | 24-06-1995            | 44              | 1            |                                                                   |
| De laatste bolero                                    | 1997                  | 19-07-1997            | tip7            | -            | met Sanne Nr. 8 in de Vlaamse Top 10                              |
| Ticket naar Eden                                     | 1999                  | -                     | -               | -            |                                                                   |
| Oh Maria!                                            | 2007                  | 21-07-2007            | tip16           | -            | met Sanne                                                         |
| Ik kom er wel doorheen                               | 2015                  | 03-10-2015            | tip16           | -            | met Sanne en Maartje Nr. 20 in de Vlaamse Top 50                  |
| Genieten van het leven                               | 2017                  | 18-02-2017            | tip             | -            |                                                                   |
| Fiets                                                | 2017                  | 07-10-2017            | tip             | -            | met Roel Van Bambost en Hans de Booij Nr. 40 in de Vlaamse Top 50 |

### Overige singles
- Heel alleen / Ik weet niet (1975)
- Als ik wegging / Waar zit je weer vannacht (1977)
- Spoedbericht (1978)
- Stille brieven / Liesje (1979, Nr. 7 in de Vlaamse Top 10)
- De hemel is ver / Dromen, wachten en verlangen (1980, Nr. 6 in de Vlaamse Top 10)
- Als je trein vertrekt (1980)
- Winter (1981, Nr. 9 in de Vlaamse Top 10)
- Telkens weer (1981, Nr. 4 in de Vlaamse Top 10)
- Voor vader (1981, Nr. 9 in de Vlaamse Top 10)
- Hotel Stil Verdriet (1982)
- Geen zorgen (1982, Nr. 5 in de Vlaamse Top 10)
- Sarah (1983, Nr. 7 in de Vlaamse Top 10)
- Nieuw begin (1983, Nr. 8 in de Vlaamse Top 10)
- Havens en stations (1984, Nr. 10 in de Vlaamse Top 10)
- Jas met duizend kleuren (1984)
- Liefde en vriendschap / Over zeven bruggen (1984)
- Al dat werk (1985)
- Praten in je slaap (1986)
- Ik wil jou (1986)
- Ogen zeggen meer dan woorden (1987, Nr. 8 in de Vlaamse Top 10)
- Uit het oog, uit het hart (1987, Nr. 9 in de Vlaamse Top 10)
- Jij alleen (1988)
- Vanavond schrijf ik jou een brief (1988)
- De herinnering blijft (1989, Nr. 8 in de Vlaamse Top 10)
- Dans met mij door de nacht (1989, Nr. 6 in de Vlaamse Top 10)
- Het spijt me (1990)
- Alle kinderen (1990)
- Geen zorgen (1991)
- Ademloos (1991)
- Na de regen (1992, Nr. 9 in de Vlaamse Top 10)
- Over zeven zeeën (1994)
- De Brief (1995)
- Water (1998, met Sanne)
- Ticket van Eden (1999)
- Pandora (1999, met Sanne)
- Twee witte paarden (1999, met Sanne)
- Lo Siento Mi Vida (2004, met Sanne)
- De Hemel is ver (Ann Christy 20 jaar later) (2004, met Sanne)
- Zeg het mij (2005, met Sanne)
- 'K heb je lief (2006, met Sanne)
- Koopvanalles (2006, met Sanne)
- Zussenverbond (2008, met Sanne)
- Pang Pang (2008, met Sanne)
- 's Nachts komt de herinnering (2009, met Sanne, Nr. 8 in de Vlaamse Top 10)
- Twee witte paarden (2009, met Sanne)
- Halleluja (2010, met Sanne & Maartje Van Neygen)
- Als het Veerse meer (2010, met Sanne)
- Jouw Naam (2012, met Sanne)
- Ik kom er wel doorheen (2015, met Sanne & Maartje Van Neygen)

### Solo-albums
- Erik Van Neygen (1976)
- Stille brieven (1978)
- Alles gaat door (1980)
- Hotel Stil Verdriet (1981)
- Nooit meer alleen (1982)
- Het beste van Erik Van Neygen (1983)
- Met kloppend hart (1983)
- Desperado in de stad (1985)
- Op weg naar huis (1988)
- Erik Van Neygen (1989)
- Eriks beste (1990)
- Het huis aan het water (1990)
- Eriks beste deel 2 (1991)
- Erik Van Neygen 1979 - 1984 (Masters serie) (1997)
- Vroeger en later (2001)
- Genieten van het leven (2017)
- Liedjes die ik voor je koos (2018)

### Albums met Sanne
- Mee met de zon (1992)
- Veel te mooi - De mooiste van Erik & Sanne (1995)
- Onderweg (1999)
- Vertrouwen (2000)
- Wijsjes, walsen en bolero's (2004)
- Parfum Tzigane (2008)
- Vertrouwen (2009)
- De Mooiste Liedjes (2010)
- Goud Van Hier (2010)
- De Fantastische Expeditie (2012)
- 30 Jaar veel te mooi (2019)